# فهرست مراکز آموزش عالی استان لرستان
فهرست مراکز آموزش عالی استان لرستان اشاره به دانشگاه‌ها و مراکز آموزش عالی استان لرستان، ایران است.

## دانشگاه‌های دولتی
- دانشگاه آیت‌الله‌العظمی بروجردی
- دانشگاه لرستان
- دانشگاه علوم پزشکی لرستان
- دانشگاه علوم پزشکی بروجرد
- مجتمع آموزش عالی سلامت دورود
- دانشگاه تربیت معلم شهید میرشاکی الیگودرز
- مجتمع آموزش عالی سلامت الیگودرز

## دانشگاه‌های غیر انتفاعی - غیر دولتی
- دانشگاه عالی سلامت پزشکی الیگودرز
- دانشکده پرستاری الیگودرز
- دانشگاه عالی سلامت پزشکی دورود

- مرکز آموزش عالی یاسین بروجرد
- مرکز آموزش عالی آفرینش بروجرد
- دانشگاه هنر بروجرد
- دانشگاه غیرانتفاعی نوآوران کوهدشت[۱]
- دانشگاه غیرانتفاعی جویندگان علم کوهدشت

## مراکز دانشگاه آزاد اسلامی
- دانشگاه آزاد اسلامی واحد علوم و تحقیقات بروجرد
- دانشگاه آزاد اسلامی مرکز اشترینان بروجرد
- دانشگاه آزاد اسلامی مرکز علوم پزشکی بروجرد
- دانشگاه آزاد اسلامی واحد جامع بروجرد[۲]
- دانشگاه آزاد اسلامی واحد الیگودرز[۳]
- دانشگاه آزاد اسلامی خرم‌آباد[۴]
- دانشگاه آزاد اسلامی واحد علوم و تحقیقات خرم‌آباد[۵]
- دانشگاه آزاد اسلامی واحد سماء - پسران بروجرد
- دانشگاه آزاد اسلامی واحد سماء - دختران بروجرد
- دانشگاه آزاد اسلامی دورود
- دانشگاه آزاد اسلامی مرکز کوهدشت
- دانشگاه آزاد اسلامی مرکز پلدختر
- دانشگاه آزاد اسلامی مرکز دلفان
- دانشگاه آزاد اسلامی مرکز سلسله
- دانشگاه آزاد اسلامی مرکز ازنا
- دانشگاه آزاد اسلامی مرکز زاغه
- آموزشکده سما واحد خرم‌آباد

## مراکز دانشگاه پیام نور
- دانشگاه پیام نور ازنا
- دانشگاه پیام نور الشتر
- دانشگاه پیام نور الیگودرز
- دانشگاه پیام نور بروجرد
- دانشگاه پیام نور پلدختر
- دانشگاه پیام نور خرم‌آباد
- دانشگاه پیام نور دورود
- دانشگاه پیام نور کوهدشت
- دانشگاه پیام نور نورآباد

## مراکز علمی کاربردی
دانشگاه جامع علمی کاربردی لرستان  تا پائیز ۱۳۹۰ دارای ۲۹ مرکز آموزش علمی بوده‌است که جمعا پانزده هزار دانشجو در ۱۶۲ رشته کاردانی و کارشناسی در آن‌ها مشغول به تحصیل بوده‌اند.  اسامی مراکز این دانشگاه به شرح زیر است
- مرکز آموزش علمی کاربردی کشاورزی شهید زارع، الیگودرز
- مرکز آموزش علمی کاربردی الیگودرزشماره1
- مرکز آموزش علمی کاربردی جهاد کشاورزی الیگودرز
- مرکز آموزش علمی کاربردی شیشه لرستان، الیگودرز
- مرکز آموزش علمی کاربردی بروجرد ۱
- مرکز آموزش علمی کاربردی بروجرد۲
- مرکز آموزش علمی کاربردی تعاونی تولید کنندگان بروجرد
- مرکز آموزش علمی کاربردی جهاد کشاورزی بروجرد
- مرکز آموزش علمی کاربردی زاگرس پوش بروجرد
- مرکز آموزش علمی کاربردی شهرداری بروجرد
- مرکز آموزش علمی کاربردی دفتر آموزش و پژوهش استانداری لرستان
- مرکز آموزش علمی کاربردی جهاد دانشگاهی شعبه خرم‌آباد
- مرکز آموزش علمی کاربردی بهزیستی لرستان
- مرکز آموزش علمی کاربردی دادگستری لرستان
- مرکز آموزش علمی کاربردی دانشگاه لرستان
- مرکز آموزش علمی کاربردی شماره یک استان لرستان، شماره یک کوهدشت
- مرکز آموزش علمی کاربردی شماره دو کوهدشت
- مرکز آموزش علمی کاربردی جهاد کشاورزی استان لرستان، خرم‌آباد
- مرکز آموزش علمی کاربردی ازنا
- مرکز آموزش علمی کاربردی دورود
- مرکز آموزش علمی کاربردی الشتر
- مرکز آموزش علمی کاربردی فرهنگ و هنر کوهدشت
- مرکز آموزش علمی کاربردی کیان پارت آرادخرم آباد
- مرکز آموزش علمی کاربردی علامه طباطبایی خرم‌آباد
- مرکز آموزش علمی کاربردی نورآباد ۱

## سایر دانشگاه‌ها و مراکز آموزش عالی
- دانشگاه تربیت معلم الیگودرز
- دانشگاه فنی حرفه ای پسران الیگودرز
- دانشگاه فنی و حرفه ای پسران دورود
- حوزه علمیه خواهران الیگودرز
- دانشگاه جامع سلامت پزشکی دورود
- دانشگاه فنی و حرفه‌ای چرخکار بروجرد
- دانشگاه فرهنگیان زینب کبری بروجرد
- مرکز آموزش مهندس (مرآمهن) بروجرد
- دانشگاه علوم انسانی شهید مطهری بروجرد
- حوزه علمیه امام صادق بروجرد
- حوزه علمیه برادران الیگودرز
- حوزه علمیه ولی‌عصر بروجرد
- حوزه علمیه حضرت معصومه دورود
- حوزه علمیه آقایان دورود
- دارالقرآن شهید ابوالحسنی الیگودرز

## منبع
1. ↑  «موسسه در یک نگاه». وب‌گاه دانشگاه غیرانتفاعی نوآوران کوهدشت. بایگانی‌شده از اصلی در ۴ اکتبر ۲۰۱۱. دریافت‌شده در ۱۷ مارس ۲۰۱۲.
2. ↑  «صدور مجوز راه‌اندازی ۲۲ رشته جدید در دانشگاه». خبرگزاری ایسنا. ۱۹ مهر ۱۳۸۹. دریافت‌شده در ۴ ژوئن ۲۰۱۱.[پیوند مرده]
3. ↑  «گفتگو با دکتر علی محمد رنجبر». معاونت آموزشی دانشگاه آزاد. بایگانی‌شده از اصلی در ۲۷ ژوئیه ۲۰۰۹. دریافت‌شده در ۱۸ تیر ۱۳۸۹.
4. ↑  «تاریخچه». وب سایت دانشگاه آزاد اسلامی واحد خرم‌آباد. بایگانی‌شده از اصلی در ۲۵ اکتبر ۲۰۱۰. دریافت‌شده در ۴ ژوئن ۲۰۱۱.
5. ↑  «راه‌اندازی نخستین واحد علوم و تحقیقات استان درخرم‌آباد». خبرگزاری دانشجویان ایران (ایسنا). ۳۱ شهریور ۱۳۸۹. دریافت‌شده در ۱۴ ژوئیهٔ ۲۰۱۱.
6. ↑  «وضعیت کیفی مراکز علمی کاربردی لرستان قابل قبول است». مصاحبه خبرگزاری دانشجو با رئیس دانشگاه جامع علمی کاربردی واحد لرستان. کد خبر: 13901129156. ۱۶ بهمن ۱۳۸۹. دریافت‌شده در ۱۳۹۱/۱/۲۶. تاریخ وارد شده در |تاریخ بازبینی= را بررسی کنید (کمک)[پیوند مرده]
7. ↑  «رشته‌های جدید در مراکز علمی کاربردی استان لرستان». واحد لرستان. ۱۶ بهمن ۱۳۸۹. بایگانی‌شده از اصلی در ۳ مارس ۲۰۱۱. دریافت‌شده در ۱۳۹۱/۱/۲۰. تاریخ وارد شده در |تاریخ بازبینی= را بررسی کنید (کمک)